# Obila xantholiva
Obila xantholiva là một loài bướm đêm trong họ Geometridae.